# Merenptah
Merenptah war der vierte König (Pharao) der altägyptischen 19. Dynastie (Neues Reich) und regierte von 1213 bis 1204 v. Chr.

## Weitere Namensvarianten
- Merneptah
- Menepthah
- Amenophat
- Merneptah Ramses-Merenptah
- Set(h)i-Merenptah

## Weitere Titel
- Horusname: Der über die Maat jubelt und andere
- Nebtiname: Der (seine) Macht bis zu dem Land der Libyer wirken lässt. Variante: Der erscheint wie Ptah inmitten von Hunderttausenden, um die vollkommenen Gesetze in den beiden Ländern festzusetzen; Groß an Kraft, reich an Sieg.
- Goldname: Der Furcht einflößt und Ehrfurcht gebietet (freie Übertragung). Variante: Der Ägypten stark macht, der die Neun Bogen [also die Feinde Ägyptens] niederwirft, um den Frieden der Götter in die beiden Länder zu geben.

## Familie und Herkunft
Merenptah war der dritte Sohn von Ramses II. und dessen zweiter Großen Königlichen Gemahlin Isisnofret I. (Isetnefret) und insgesamt der 13. Sohn dieses Königs. Er war mit seiner Schwester Isisnofret II. und außerdem wahrscheinlich mit Tachat, der Mutter des späteren Pharao Amenmesse, verheiratet. Aus der Ehe mit Isisnofret II. sollen Sethos II. (Sethos-Merenptah), der Nachfolger Amenmesses, und die spätere Pharaonin Tausret hervorgegangen sein. Später war Bintanat II., Tochter von Ramses II. und Bintanat I., seine Hauptgemahlin.

## Herrschaft

### Regierungszeit
Wegen der langen Regierungszeit seines Vaters waren seine älteren Brüder bereits gestorben und auch Merenptah muss bereits im fortgeschrittenen Alter gewesen sein, als er am 28. Junigreg. (19. Achet I) den Thron bestieg. Nach Manetho hat er 19 Jahre und 6 Monate regiert, jedoch ist das höchste belegte Datum seiner Regierungszeit 9 Jahre und 3 Monate (10. Regierungsjahr).
Zwei unabhängig voneinander publizierte astronomische Berechnungen einer potentiell belegten ringförmigen Sonnenfinsternis im Alten Testament (Josua 10:10-14), die sich kurz vor Merenptahs kanaanäischen Feldzug gegen die Israeliten ereignet haben soll, legen den Beginn Merneptahs Herrschaft in das Jahr 1209 oder 1210 vor Christus.

### Außenpolitik
Merenptah schlug Revolten in Nubien nieder, wehrte einen Angriff von Libyern, denen sich Verbände einiger der sog. Seevölker angeschlossen hatten, auf das Nildelta ab (s. Libyerkrieg). Falls entsprechende Reliefs in Karnak Merenptah zugewiesen werden, zog er auch in den kanaanitischen und eventuell syrischen Raum und schlug in Palästina Revolten nieder (dieser Feldzug ist allerdings in der Fachwelt umstritten). Aus dem 5. Jahr Merentptahs überliefert ist eine Getreidelieferung an das Hethiterreich, „um es am Leben zu halten“, was auf eine Hungersnot im Hethiterreich hindeutet.
Eine Siegesstele aus dem 5. Regierungsjahr des Merenptah, in der Literatur auch Israelstele genannt, ist die erste und einzige Erwähnung Israels in ägyptischen Texten: unter den zerstörten Städten Kanaans wird auch eine Menschengruppe namens „Israel“ erwähnt, die vernichtet und deren Same ausgerottet worden sein soll.

### Termine der Nilflut
Aus der Regierungszeit Merenptahs sind einige Datierungen der Nilschwemme überliefert:
| 1  | 1213 v. Chr. | 3. Achet III | 11. August | Geburt der großen Nilflut   |
| 2  | 1212 v. Chr. | 3. Achet II  | 12. Juli   | Geburt der großen Nilflut   |
| 7  | 1207 v. Chr. | 5. Achet III | 11. August | Geburt der Nilflut          |
| 10 | 1204 v. Chr. | 13. Achet II | 20. Juli   | Geburt einer großen Nilflut |

## Grab und Mumie

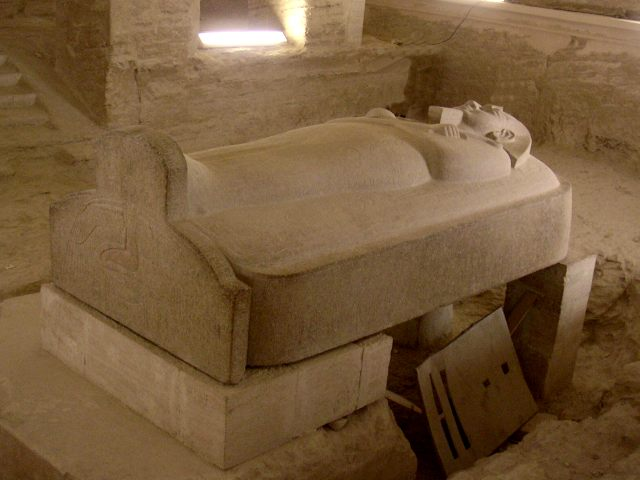
Sarkophag von Merenptah

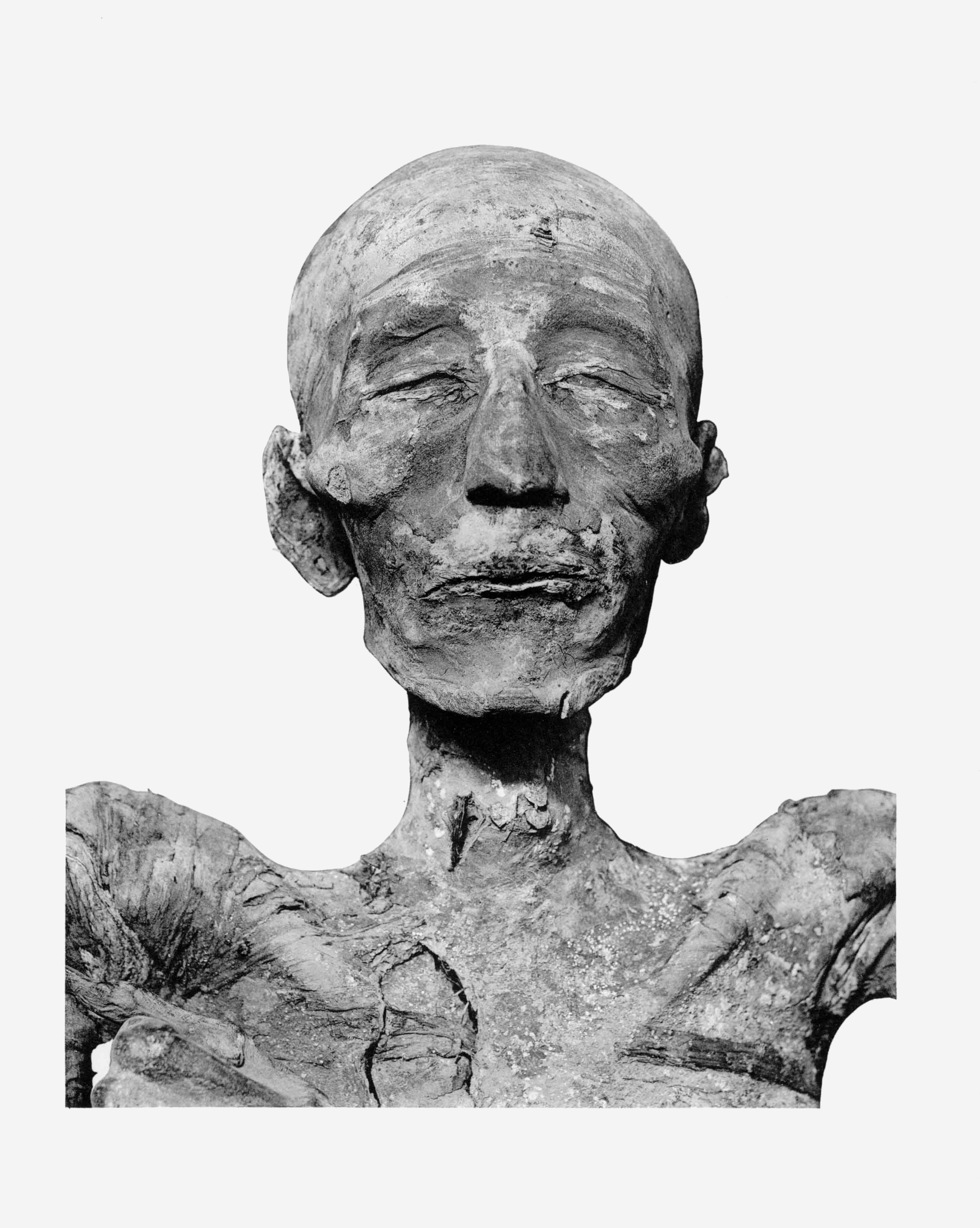
Kopf der Mumie von Merenptah, Kairo CG 61079

Das Grab Merenptahs (KV8) befindet sich im östlichen Teil im Tal der Könige in Theben und war das erste, das komplett axial angelegt wurde. Diese Bauweise wurde danach beibehalten. In der schon im Altertum offenen Grabstätte wurden zwei Sarkophage aus Granit und Reste eines aus Alabaster gefunden.
Die Mumie des Königs wurde 1898 von Victor Loret im Grab von Amenophis II. (KV35) entdeckt, wo sie gegen Ende der 20. Dynastie versteckt worden war. Merenptahs Mumie ist auch unter dem Namen die weiße Mumie bekannt, da sie eine weißliche Farbe aufweist. Sie wurde von Grafton Elliot Smith untersucht und 1912 in Catalogue of the Royal Mummies in the Museum of Cairo beschrieben. Die Königsmumie befindet sich mit der Inventar-Nr. CG 61079 im Ägyptischen Museum in Kairo.
Psusennes I. aus der 21. Dynastie usurpierte einen weiteren Sarkophag (Merenptahs), über dessen Herkunft sich die Ägyptologen nicht einig sind; vermutlich stammt er aus dem Kenotaph oder dem eigentlichen Grab Merenptahs (KV8).